# Alfred Moisiu
Alfred Spiro Moisiu, albanski general, inženir, pedagog in politik, * 1. december 1929, Skadar.
Moisiu je bil četrti predsednik Albanije (2002–2007). Pred tem je služil tudi kot minister za obrambo Albanije (1991–1992). Tudi njegov oče, Spiro Moisiu, je bil general.